# آسیل

یک گروه عمومی آسیل (آبی) به عنوان یون آسیلیم (در بالا وسط) به عنوان رادیکال آسیل (بالا راست)، در یک کتون (بالا چپ)، به عنوان آلدهید (پایین چپ)، استر (پایین وسط) و آمید (پایین راست). (R^{1}, R^{2}, R^{3} = جانشین‌های آلی یا هیدروژن).

گروه آسیل(به انگلیسی: Acyl)، یک گروه عاملی است که با برداشتن یک یا چند گروه هیدروکسیل از یک اکسی‌اسید و همچنین اسید غیرآلی، بدست می‌آید.
در شیمی آلی معمولاً گروه آسیل را از کربوکسیلیک اسید (با نام آیوپاک آلکانویل) بدست می‌آورند. برای همین فرمول شیمیایی آن‌ها را به صورت RCO نمایش می‌دهند درحالی که منظور از R، یک گروه آلکیل است که با یک تک‌پیوند به گروه CO وصل شده‌است. معمولاً گفته می‌شود که آسیل‌ها از ترکیب‌های آلی بدست می‌آیند با این حال می‌توان آن‌ها را از اسیدهایی چون سولفونیک اسید و فسفنیک اسید هم بدست آورد. در بیشتر آرایش‌ها، گروه‌های آسیل به یک مولکول بزرگتر از خود که در آن میان کربن و اکسیژن، پیوند دوگانه برقرار است وصل می‌شوند. لیپازهای با عمل اختصاصی که مربوط به طول زنجیره اسید چرب یا موقعیت پیوند دوگانه در زنجیره آسیل هستند، می‌توانند برای منحصر کردن تغییرات به یک گروه خاص از اسیدها به کار روند، در حالی که لیپازهای دیگر ویژه استرهای گلیسرول (مونو، دی یا تری، آسیل گلیسرول ها) هستند و یا بین اسیدهای چرب متصل به گروههای هیدروکسیل مختلف در گلیسرول تمایز قائل می‌شوند.

## ترکیب
کلریدهای آسیل شناخته‌شده‌ترین ترکیب‌های آسیل اند که از آن جمله می‌توان به استیل کلرید (CH۳COCl) و بنزویل کلرید (C۶H۵COCl) اشاره کرد. این ترکیب‌ها که منبع کاتیون آسیلیم اند به عنوان واکنشگر ناب در پیوند گروه آسیل به بسیاری مواد همکاری می‌کنند. دیگر ترکیب‌های شناخته شدهٔ آسیل عبارتند از: آمیدها (RC(O)NR۲)، استرها (RC(O)OR’)، کتون‌ها (RC(O)R) و آلدهیدها (RC(O)H).

## کاتیون، آنیون و رادیکال
یون‌های آسیلیم همان کاتیون‌های فرمول شیمیایی RCO+‌اند. که در آن اکسیژن و کربن با یک پیوند سه‌گانه به هم وصل شده‌اند. چنین موادی بیشتر به عنوان واکنشگر واسطه عمل می‌کنند، برای نمونه می‌توان به واکنش آسیلی کردن فریدل-کرفتس (افزودن گروه آسیل به واکنش فریدل–کرافتس) و بسیاری واکنش‌های آلی اشاره کرد. نمک‌هایی که یون آسیلیم همراه دارند را می‌توان با برداشتن هالید از یک آسیل هالید بدست آورد:
طول پیوند C-O در این کاتیون‌ها نزدیک به ۱٫۱ آنگستروم است که حتی از طول پیوند کربن مونوکسید هم کوتاه‌تر است.
آنیون و رادیکال‌های آسیل بسیار کمیاب‌اند. ترکیب‌های آلی-لیتیم با Li-C(O)R ترکیب‌هایی اند که چندان روی آن‌ها پژوهش نشده‌است.